# Markku Pölönen
Markku Tapani Pölönen (né le 16 septembre 1957 à Eno) est un réalisateur, scénariste et producteur finlandais, propriétaire de Suomen Filmiteollisuus (en). Son œuvre la plus connue est sans doute Souvenir du front (2004), qui a reçu plusieurs prix,.

## Biographie
Dans le livre Levottomat aivot, Pölönen affirme être atteint d'un léger syndrome d'Asperger.

## Filmographie partielle
| Année | Film                       | Crédité pour                     |
| ----- | -------------------------- | -------------------------------- |
| 1993  | Onnen Maa (en)             | réalisateur, écriture            |
| 1995  | Kivenpyörittäjän kylä'     | réalisateur, écriture            |
| 1998  | A Summer by the River      | réalisateur, écriture            |
| 2000  | Badding (en)               | réalisateur, écriture            |
| 2001  | On the Road to Emmaus (en) | réalisateur, écriture            |
| 2004  | Souvenir du front          | réalisateur, scénariste          |
| 2007  | The Matriarch (en)         | réalisateur, écriture et éditeur |
| 2009  | Rally On!                  | réalisateur, écriture et éditeur |
| 2018  | Oma Maa                    | réalisateur                      |